# Lista kolonialnych gubernatorów Marylandu
Poniżej znajduje się Lista kolonialnych gubernatorów Marylandu w kolejności chronologicznej.
Prowincja Maryland została ustanowiona jako prywatna kolonia rodziny Calvertów, brytyjskich baronów Baltimore, w 1632 roku. Pierwsi gubernatorzy byli mianowani przez właściciela kolonii i często byli członkami rodziny Calvertów. Pierwsi osadnicy przybyli do Nowego Świata wiosną 1634 roku pod wodzą Leonarda Calverta, mianowanego pierwszym gubernatorem Maryland przez swojego brata, Cæciliusa Calverta, 2. barona Baltimore. Po upadku króla Jakuba II Stuarta w 1689 roku, kolonia przeszła bezpośrednio w zarządzanie korony brytyjskiej, która desygnowała gubernatorów. Calvertowie odzyskali kontrolę nad kolonią w 1715 roku i ponownie wyznaczali gubernatorów, aż do czasów wojny o niepodległość Stanów Zjednoczonych.

## Lista chronologiczna
| Imię i nazwisko                              | Od                                  | Do                                  | Dodatkowe uwagi |
| Gubernatorzy kolonialni (1634–1689)          | Gubernatorzy kolonialni (1634–1689) | Gubernatorzy kolonialni (1634–1689) | Gubernatorzy kolonialni (1634–1689) |
| -------------------------------------------- | ----------------------------------- | ----------------------------------- | --- |
| Leonard Calvert                              | 1634                                | 1644 lub 1645                       | |
| Richard Ingle                                | 1644 lub 1645                       | 1646                                | Uzurpował władzę pod nieobecność Leonarda Calverta. |
| Edward Hill                                  | 1646                                | 1646                                | Wybrany gubernatorem gdy Leonard Calvert był w Wirginii. |
| Leonard Calvert                              | 1646                                | 1647                                | |
| Thomas Greene                                | 1647                                | 1648 lub 1649                       | |
| William Stone                                | 1649                                | 1656                                | W latach 1652–1656 władza Williama Stone’a została zakwestionowana przez komisarzy parlamentu brytyjskiego, Richarda Benneta i Williama Claiborne'a.                                                                         |
| Josias Fendall                               | 1657                                | 1660                                | |
| Phillip Calvert                              | 1661                                | 1661                                | |
| Charles Calvert, 3. baron Baltimore          | 1661                                | 1676                                | |
| Jesse Wharton                                | 1676                                | 1676                                | |
| Thomas Notley                                | 1676                                | 1679                                | |
| Charles Calvert, 3. baron Baltimore          | 1678 lub 1679                       | 1684                                | |
| Benedict Leonard Calvert, 4. baron Baltimore | 1684                                | 1688                                | Został gubernatorem jako kilkuletnie dziecko. Obowiązki gubernatora pełniła komisja, w skład której wchodzili George Talbot, Thomas Tailler, Vincent Lowe, William Stevens, William Burgess, Nicholas Sewall i John Darnall. |
| William Joseph                               | 1688                                | 1689                                | |
| Gubernatorzy królewscy (1689–1715)           |                                     |                                     | |
| John Coode                                   | 1689                                | 1690                                | Przywódca protestantów, którzy przejęli władzę nad kolonią 1 sierpnia 1689 roku |
| Nehemiah Blakiston                           | 1691                                | 1692                                | Został mianowany gubernatorem, gdy John Coode wyjechał do Anglii. |
| Lionel Copley                                | 1692                                | 1693                                | |
| Thomas Lawrence                              | 1693                                | 1693                                | Wybrany gubernatorem po śmierci Lionela Copleya. Zajmował stanowisko co najwyżej kilka tygodni do przybycia Edmunda Androsa.                                                                                                 |
| Edmund Andros                                | 1693                                | 1693                                | |
| Nicholas Greenberry                          | 1693                                | 1694                                | |
| Edmund Andros                                | 1694                                | 1694                                | Zajmował stanowisko gubernatora tylko kilka dni. |
| Thomas Lawrence                              | 1694                                | 1694                                | Mianowany gubernatorem przez Edmunda Androsa. |
| Francis Nicholson                            | 1694                                | 1698 lub 1699                       | |
| Nathaniel Blakiston                          | 1698 lub 1699                       | 1702                                | |
| Thomas Tench                                 | 1702                                | 1704                                | Mianowany gubernatorem przez Nathaniela Blakistona. |
| John Seymour                                 | 1704                                | 1709                                | |
| Edward Lloyd                                 | 1709                                | 1714                                | |
| John Hart                                    | 1714                                | 1715                                | |
| Gubernatorzy kolonialni (1715–1776)          |                                     |                                     | |
| John Hart                                    | 1715                                | 1720                                | Pozostał gubernatorem po odzyskaniu kontroli nad kolonią przez Charlesa Calverta, 5. barona Baltimore |
| Thomas Brooke Jr.                            | 1720                                | 1720                                | |
| Charles Calvert, 5. baron Baltimore          | 1721                                | 1727                                | |
| Benedict Leonard Calvert                     | 1727                                | 1731                                | |
| Samuel Ogle                                  | 1731                                | 1732                                | |
| Charles Calvert, 5. baron Baltimore          | 1732                                | 1733                                | |
| Samuel Ogle                                  | 1733                                | 1742                                | |
| Thomas Bladen                                | 1742                                | 1746 lub 1747                       | |
| Samuel Ogle                                  | 1746 lub 1747                       | 1752                                | |
| Benjamin Tasker                              | 1752                                | 1753                                | |
| Horatio Sharpe                               | 1753                                | 1769                                | |
| Robert Eden                                  | 1769                                | 1776                                | |

## Gubernatorzy stanowi
Po uzyskaniu niepodległości przez Stany Zjednoczone gubernatorzy Maryland są wybierani w demokratycznym głosowaniu.